# Fritz Dettner
Fritz Dettner (* 18. November 1905 in Kassel; † 2. August 1937 in Butowo, Sowjetunion) war ein deutscher Politiker der Kommunistischen Partei Deutschlands (KPD). 1931 wurde er Bürger der Sowjetunion, wo er als Mitarbeiter der Kommunistischen Internationale (Komintern), stellvertretender Leiter des deutschen Sektors der Internationalen Leninschule und Rundfunkjournalist tätig war. Zur Zeit des Großen Terrors 1937 wurde er Opfer stalinistischer Säuberungen, zum Tode verurteilt und erschossen.

## Leben
Dettner, Sohn einer Näherin und eines Bauarbeiters, wurde nach der Volksschule Arbeiter in einer Schuhfabrik, die 1925 in Konkurs ging. Seit früher Jugend war Dettner politisch aktiv. Zunächst war er Mitglied der Sozialistischen Arbeiterjugend (SAJ) und wurde Gewerkschaftsfunktionär. 1926 trat er in die KPD ein. Ab 1927 lebte er in Berlin. 1929 wurde Dettner Lokalredakteur für eine KPD-Zeitung in Nordbayern und gehörte zeitweilig der Bezirksleitung Baden-Pfalz der Partei an.
Im Auftrag der Partei reiste Dettner im Juli 1931 in die Sowjetunion ein, erhielt die sowjetische Staatsbürgerschaft, wurde Mitglied der Kommunistischen Partei der Sowjetunion (KPdSU) und nannte sich fortan Friedrich Friderichowitsch Thies. Bis August 1933 studierte er an der Leninschule und wurde dort später stellvertretender Leiter des deutschen Sektors. Zwischenzeitlich war er auch Mitarbeiter der Kommunistischen Internationale (Komintern).
Danach delegierte in die Partei zum Rundfunk, wo er unter anderem als Sprecher tätig war. Anfang 1936 erhielt er eine Parteirüge wegen „fehlender Wachsamkeit“. Dettner wurde als Rundfunkjournalist nach Sibirien geschickt, wo er in Nowosibirsk und anderen Orten tätig war. Am 2. August 1937 wurde er vom Volkskommissariat für innere Angelegenheiten (NKWD) verhaftet und am 1. November 1937 zum Tode verurteilt. Zwei Tage später wurde er in Butowo bei Moskau erschossen. Am 4. Oktober 1989 wurde Dettner postum rehabilitiert.